# Distribuția geografică a limbii române

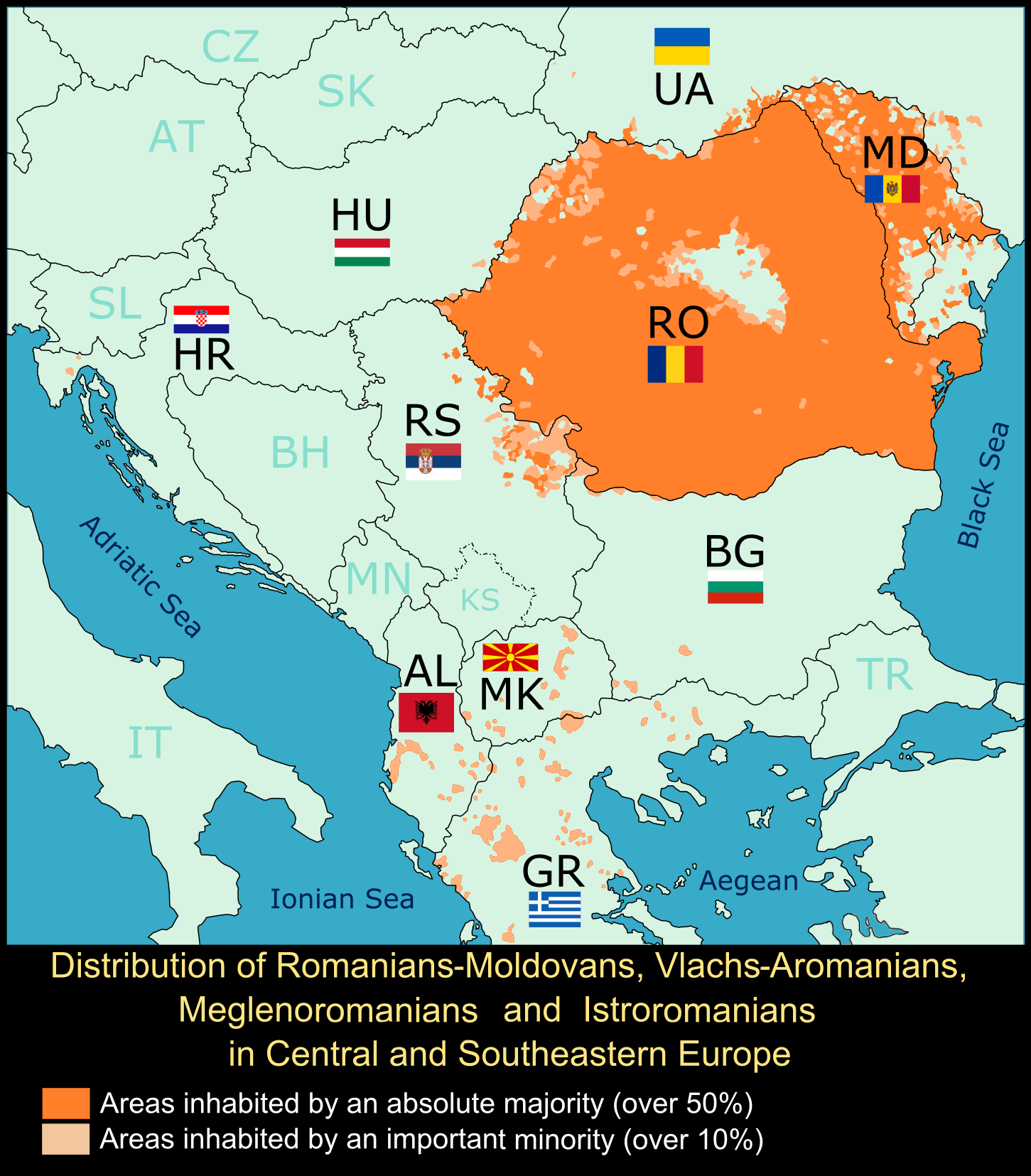
Românii în Balcani

Limba română este vorbită mai ales în România, Republica Moldova, Ucraina, Ungaria, Serbia, Bulgaria, dar există comunități românești importante și în alte țări precum Germania Australia și Noua Zeelandă, apărute datorită migrației postbelice. Un alt val de emigranți spre Occident s-a înregistrat odată cu prăbușirea blocului comunist în 1989, când au apărut comunități de vorbitori de română și în alte țări latine, ca Italia, Spania, Franța și Portugalia. Un al doilea grup românofon este reprezentat de către vorbitorii dialectelor istorice ale limbii române – aromân, meglenoromân și istroromân.
Românimea sau românofonia (var. rumanofonie sau romanofonie) reprezintă totalitatea vorbitorilor de limbă română și reunește mai multe țări și teritorii geografice în care vorbitorii de română sunt majoritari.

## Teritorii

### Țări în care româna este limbă oficială
- România

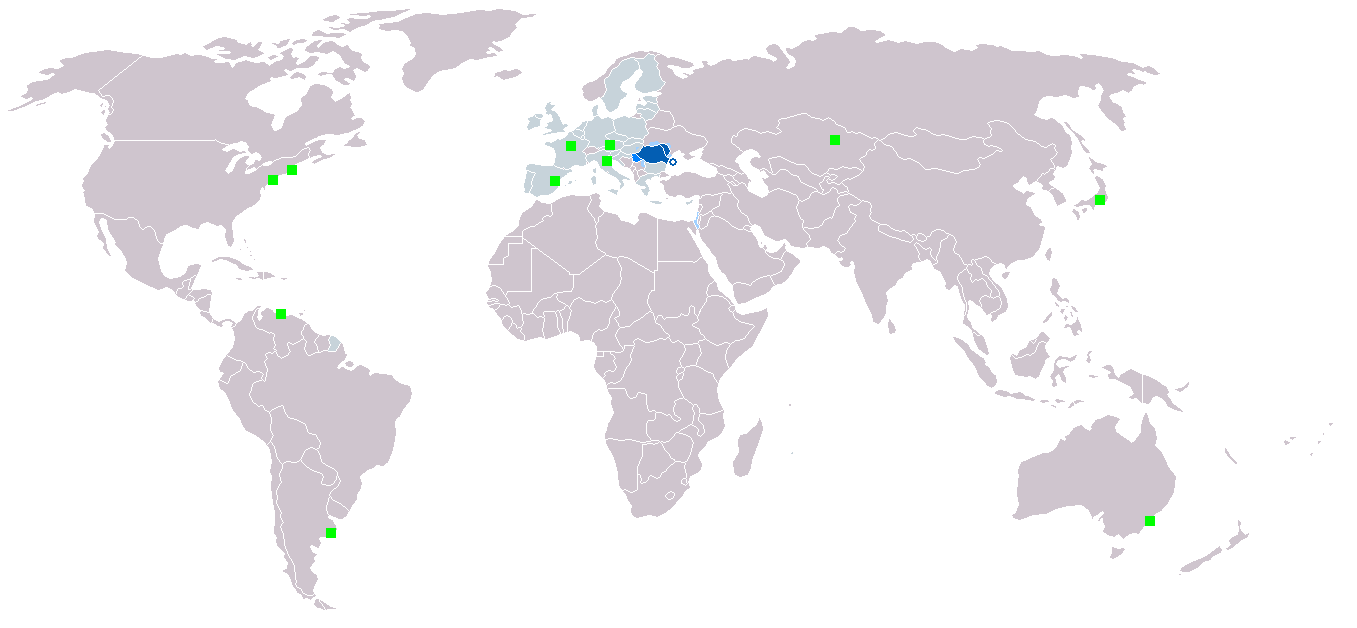
Românimea

- Republica Moldova (în documentele oficiale, limba română)
- Voivodina (provincie în Serbia)
- Macedonia de Nord (sub forma dialectului aromân)

### Țări în care româna este o limbă importantă
- Israel
- Serbia și Bulgaria
- Ucraina (regiunea Cernăuți, Bugeac, Transcarpatia, Balta)
- Ungaria (Giula/Gyula)
- Italia
- Spania
- Statele Unite ale Americii
- Canada

### Alte teritorii
- Muntele Athos
- Grecia, Albania, Serbia, Macedonia de Nord*
- Istria (Croația)*
- Vlahia Moravă (în estul Republicii Cehe)

(*) Zone în care se vorbesc dialecte istorice ale limbii române, respectiv aromâna în Grecia, Albania, Serbia și Republica Macedonia, meglenoromâna în Grecia și Macedonia de Nord, istroromâna în Istria (Croația, acolo există și un al doilea grup românofon: băieșii).

## Grupuri vorbitoare de limbă română
Principalele grupuri vorbitoare de limbă română sunt cel român și cel moldovean. Conducerea politică a Republicii Moldova precum și o parte a populației (cf. recensământ 2004) a tins să identifice limba română cu o așa-numită limbă moldovenească, a cărei existență era evident contestată. Din martie 2023, Republica Moldova a început să folosească limba română ca limbă oficială. Înainte de cedarea Basarabiei de către România, nu exista o asemenea limbă, însă din dorința de individualizare a Republicii Moldova (mai precis din motive politice), s-a recurs la crearea noțiunii ce desemnează această limbă. 
Vorbitorii de română trăiesc istoric în spațiul carpato-danubiano-pontic.  Există însă și un număr mare de emigranți de origine românească și moldoveană, care s-au stabilit atât în Europa de vest (cei mai mulți se găsesc în Anglia, Belgia, Franța, Germania, Irlanda, Italia și Spania, dar nu numai acolo) și Israel, cât și în America de Nord (cei mai mulți fiind concentrați în Canada și în Statele Unite ale Americii).  Se poate menționa, de asemenea, grupul de vorbitori de română ce locuiesc la „Antipozi”, în Australia și Noua Zeelandă, grup care este în continuă creștere.  Denominarea acestui grup de vorbitori ai românei, ce locuiesc în lume fiind imigranți mai vechi sau mai recenți în țările respective, se face adeseori folosind noțiunea de diasporă sau de diaspora românească.
În România, toți vorbitorii de limbă română sunt considerați a fi de naționalitate română. În Republica Moldova, vorbitorii de limbă română s-au declarat la recensăminte moldoveni sau români. În Voivodina toți vorbitorii de limbă română sunt români ca naționalitate, iar pe Valea Timocului vlahi. Ucraina recunoaște atât minoritatea română cât și cea moldoveană. În Bucovina ucraineană trăiesc atât români cât și „moldoveni” (în proporții aproximativ egale, împreună cca. 20%), în Regiunea Odessa numai „moldovenii” constituie o minoritate importantă iar în Transcarpatia (Maramureșul de Nord) trăiește un grup de români (aproximativ 2%). În Ungaria, țara care oferă cele mai multe drepturi minorității românești, toți vorbitorii de română sunt de naționalitate română.

## Statut juridic în România
Potrivit Constituției României din 1991, revizuită în 2003, româna este limba oficială a republicii.
Statul român asigură folosirea limbii române în publicațiile oficiale guvernamentale, sistemul public de educație și acte oficiale; în publicitate, tot conținutul străin trebuie să fie însoțit de traducerea în română. 
Institutul Limbii Române, instituit de Ministerul Educației Naționale, are drept obiect de activitate promovarea cunoașterii limbii române, sprijinirea persoanelor care învață această limbă și atestarea cunoștințelor de limba română. ILR lucrează în strânsă colaborare cu Departamentul pentru Relațiile cu Românii de Pretutindeni (DRRP) din cadrul Ministerului Afacerilor Externe.
Pe lângă limba română, pe teritoriul României sunt vorbite și alte limbi de către minorități; vezi Limbi în România.

## Statut juridic în Moldova
Limba română (numită până în 2013 moldovenească) este limbă oficială a Republicii Moldova.
Româna este singura limbă oficială a Moldovei de la adoptarea legii cu privire la limbile vorbite pe teritoriul RSS Moldovenești. Această lege, încă în vigoare, mandatează folosirea limbii moldovenești în toate sferele politice, economice, culturale și sociale și recunoaște, totodată, „identitatea lingvistică moldo-română realmente existentă“.
Titlul I, Articolul 13 al Constituției Republicii Moldova o denumește „limba de stat“. 
În republica separatistă Transnistria, limba moldovenească este co-oficială cu limbile ucraineană și rusă dar este impusă scrierea cu alfabet chirilic.
La recensământul din 2004, din cei 3 383 332 de locuitori ai Moldovei, 16,5% (558 508) au ales româna ca limbă maternă, în timp ce 60% au ales moldoveneasca. Dar acest procent variază din mediul urban în mediul rural. Dacă 40% din vorbitorii de română/moldovenească din mediul urban au indicat limba română ca limbă maternă în detrimentul limbii moldovenești, în mediul rural, doar fiecare al șaptelea a indicat româna ca limbă maternă. Totuși, grupul de experți din cadrul misiunii internaționale de observare a recensământului în Republica Moldova a precizat că subiectele din chestionare ce țin de naționalitate și limbă au fost cele mai delicate, în special înregistrarea răspunsurilor de "moldovean" sau "român" și de aceea a conclus că o atenție sporită va trebui sa fie acordată la utilizarea acestor date.

## Statut juridic în Voivodina
| 1-5% 5-10% 10-15% | 15-25% 25-35% peste 35% |

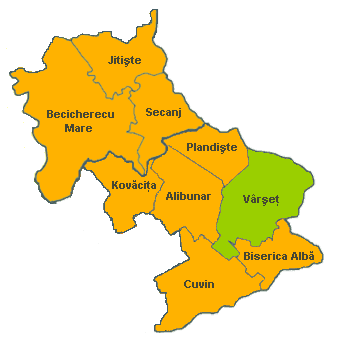
Limba română în Voivodina
portocaliu: româna este oficială la nivelul întregii comune;
verde: româna este oficială în câteva comunități locale

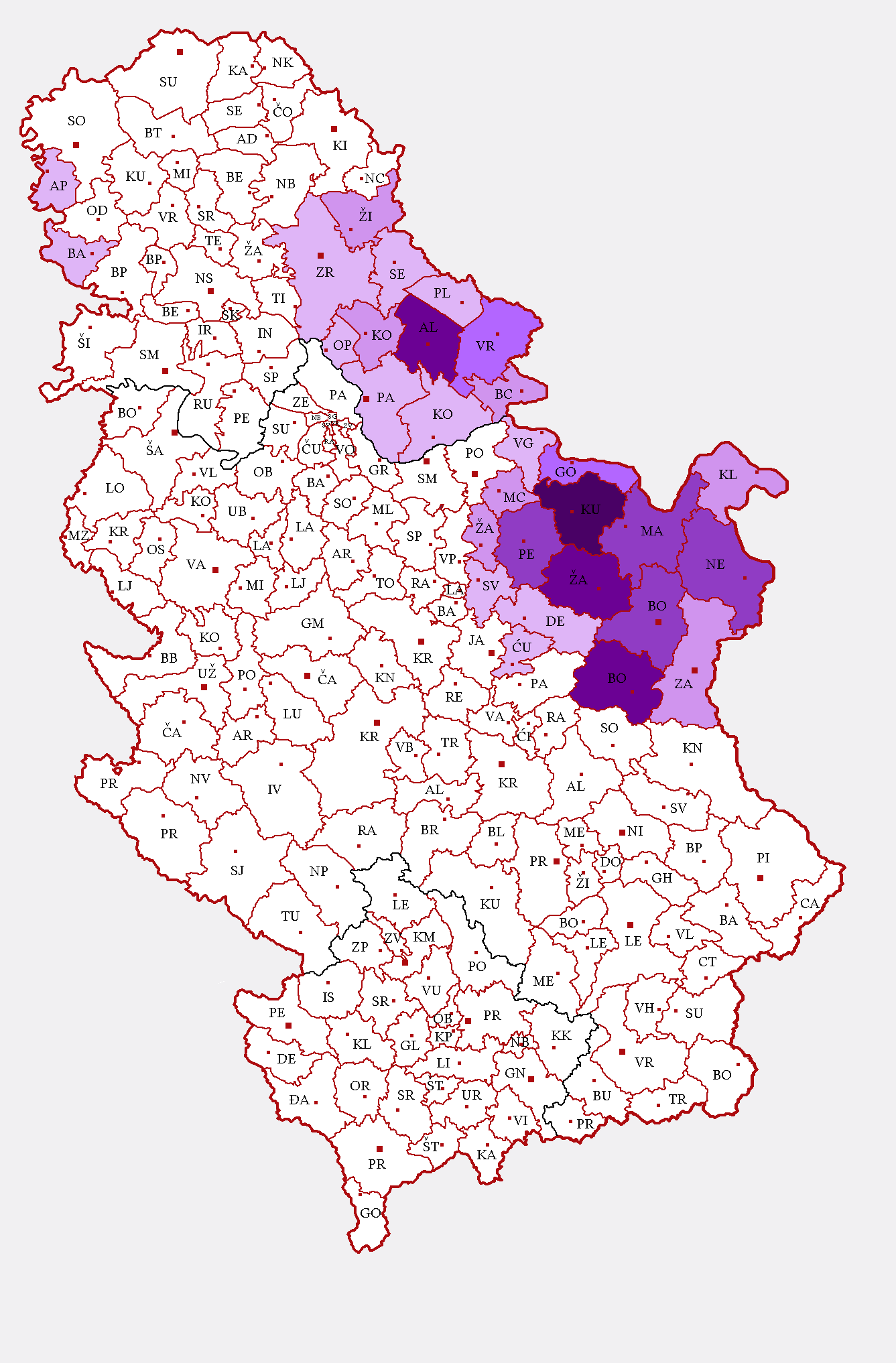
Limba română în Voivodina și Valea Timocului, recensământul din 2002

În Constituția Republicii Serbia (Monitorul oficial al Republicii Serbia, nr.1/90) la articolul 8 este prevăzut că în Republica Serbia în uz oficial este limba sârbă și alfabetul chirilic, iar grafia latină în modul prevăzut de lege. Pe lângă aceasta, dispoziția articolului 8/2 precizează că pe teritoriul Republicii Serbia unde trăiesc minorități naționale, în uz oficial concomitent cu limba sârbă sunt și limbile și grafiile acestora, în modul stabilit de lege. 
În Statutul Provinciei Autonome Voivodina (Buletinul oficial al PAV, nr. 17/91) la articolul 6 este prevăzut că în activitatea organelor Provinciei Autonome Voivodina, în uz oficial, concomitent cu limba sârbă și alfabetul chirilic, iar alfabetul latin în modul prevăzut de lege, sunt și limbile maghiară, slovacă, română și ruteană și grafiile acestora, dar și limbile și grafiile altor popoare, în modul stabilit de lege. Organele Provinciei Autonome Voivodina sunt: Adunarea, Consiliul Executiv și organele provinciale ale administrației.
Româna este oficială pe teritoriul PAV în comunele Alibunar, Biserica Albă, Zitiște, Becicherecul Mare, Kovăcița, Cuvin, Plandiște și Secanj. În comuna Vârșeț româna este oficială doar în localitățile Vojvodinci, Markovac, Straža, Mali Žam, Malo Središte, Mesić, Jablanka, Sočica, Ritiševo, Orešac și Kuštilj.
În recensământul din 2002, cel mai recent desfășurat pe teritoriul Serbiei, 1,5% de voivodineni au indicat româna ca limba lor maternă (doar 0,1% din totalul românofonilor).
Datorita faptului ca in Voivodina, româna a devenit destul de recent limbă oficială, există anumite probleme în sincronizarea organelor puterii. Alte dificultăți sunt provocate de numărul mic de membri ai minorității românești (în jur de 30.000). Deși în trecut învățământul în limba maternă pentru minoritarii români a putut fi asigurat în mai multe instituții școlare, în prezent numărul s-a redus la câteva zeci de școli generale și 2 licee. La nivel superior se studiază în limba română doar la facultatea de Filologie a Universității din Novi Sad, însă în prezent 800 de români din Voivodina studiază în limba maternă la universitățile din România. Săptămânalul Libertatea și câteva reviste (cum ar fi Tradiția) reprezintă presa scrisă în limba română. Câteva posturi de radio transmit programe românești, printre care se numără Radio Novi Sad și Multiradio. Zilnic sunt transmise jurnale de știri și emisiuni destinate publicului românesc la TV Novi Sad 2. Există câteva case de editură în limba română, precum și câteva teatre de amatori. Anual se organizează festivale pentru promovarea obiceiurilor românești. Proiecte de viitor includ și construirea unui Muzeu al Spiritualității Românești la Torac (Begheiți). Minoritatea românească este concentrată în districtul Banatul de Sud, unde reprezintă a doua naționalitate ca mărime (cca. 7%), dar reprezintă o minoritate semnificativă și în Banatul Central.

## Statut juridic in Ucraina

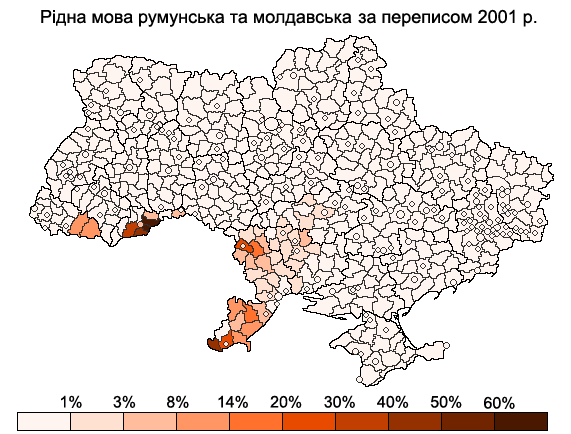
Procentul populației din orașele și raioanele Ucrainei care a indicat română ca limbă maternă la recensământul din 2001

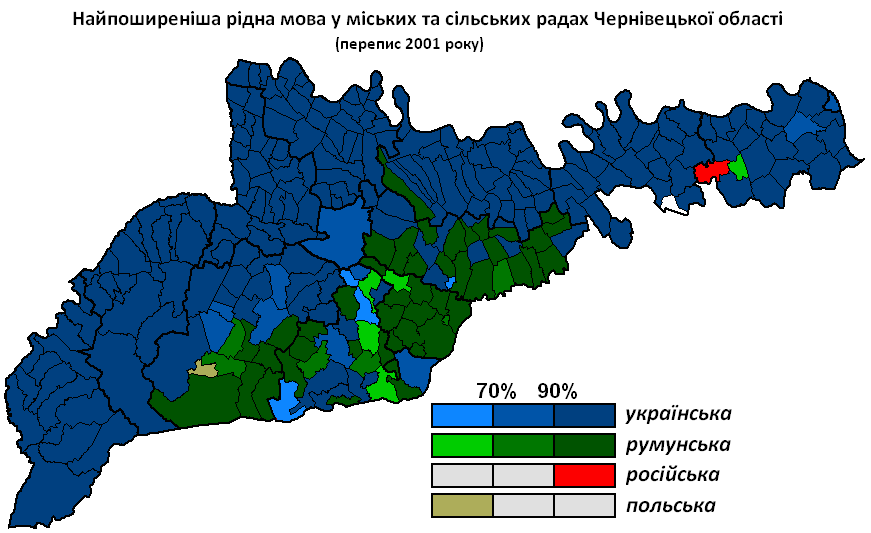
Cea mai frecventă limbă maternă în consiliile locale din regiunea Cernăuți conform recensământului din 2001 (consiliile locale cu populație preponderent românofonă în verde)

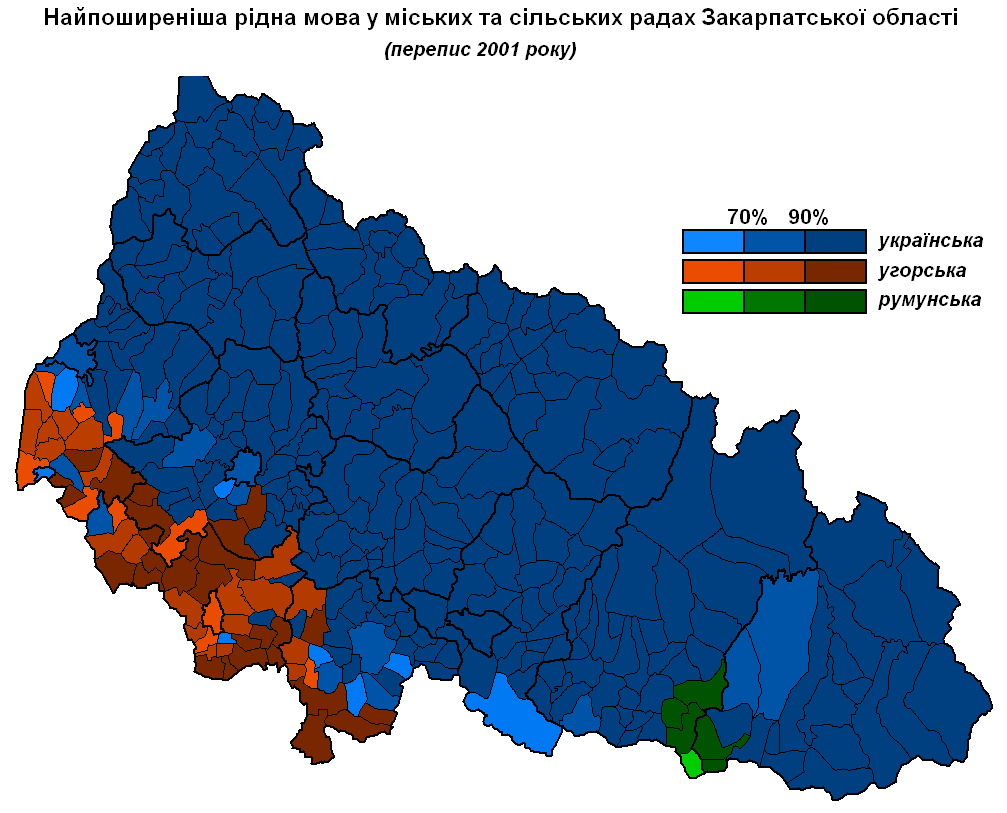
Cea mai frecventă limbă maternă în consiliile locale din regiunea Transcarpatia conform recensământului din 2001 (consiliile locale cu populație preponderent românofonă în verde)

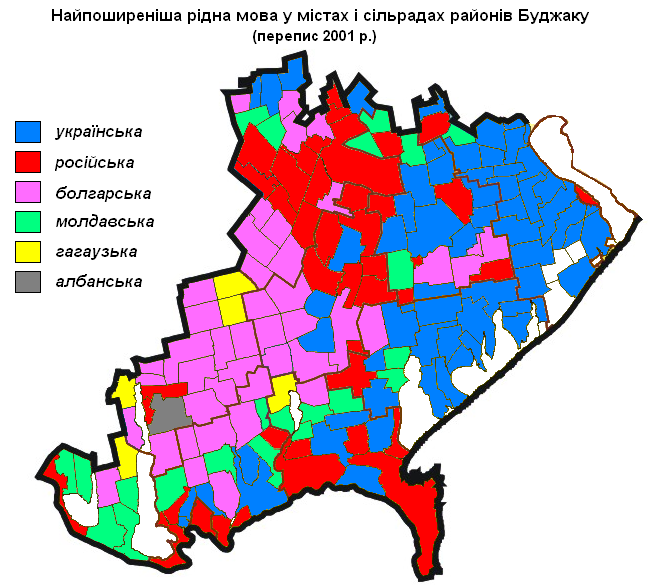
Cea mai frecventă limbă maternă în consiliile locale din sudul regiunii Odesa conform recensământului din 2001 (consiliile locale cu populație preponderent românofonă în verde)

Conform recensământului din 2001, limba română (sau „moldovenească”) a fost numită limbă maternă de 18,64% (11,85% „română”, 6,79% — „moldovenească”) din populația regiunii Cernăuți, 3,79% (0,01% și 3,78%) din populația regiunii Odesa și 2,60% (2,57% și 0,03%) din populația regiunii Transcarpatia.
În regiunea Cernăuți, ținând cont că minoritățile românească și moldovenească (care sunt discriminate oficial prin împărțirea lor artificială) strâng aproape 200.000 de membri, învățământul și presa (presă scrisă, radio și televiziune) pot fi consultate în limba română. Datorită faptului că românii sunt majoritari în multe localități, membrii acestor comunități pot folosi limba română în adresarea către instituțiile alese (22% din localități au primari români sau moldoveni). În părțile Ucrainei unde românii constituie o proporție importantă din populația locală (districte ale provinciilor Cernăuți, Odesa și Transcarpatia), limba română se învață în școli ca prima limbă și există ziare și emisiuni de televiziune și radio în română.
Universitatea Cernăuți oferă cursuri de filologie română, pentru profesorii din școlile românești.
În Transcarpatia, minoritatea română se bucură de instituții de învățământ și presă (printre care și programe de radio) în limba română, finanțate de stat. 
În Odesa există programe de radio în limba română și instituții de învățământ cu predare în limba română, însă drepturile moldovenilor care reprezintă o minoritate importantă aici nu sunt respectate în totalitate. În ținutul Bugeac, care cuprinde 9 raioane din vestul regiunii Odesa, principalele grupuri etnice sunt ucrainenii (40%), bulgarii (21%), rușii (20%) și moldovenii/românii (13%).
La 28 mai 1999 s-a deschis la Cernăuți un consulat al României. Pentru prima oară România a deschis un consulat la Cernăuți în 1892 (Austro-Ungaria), care s-a desființat însă ulterior în 1916 la intrarea României în Primul Război Mondial. În prezent Romeo Sandulescu este consulul general al României la Cernăuți.
În 2012, legislația privind limbile vorbite în Ucraina (№ 5029-VI) permite ca în regiunile, raioanele sau satele unde o populație minoritară depașește 10% din populația totală, limba acestei minorități să poată fi declarată ca „limbă regională” de consiliul local. Până în prezent, limba română a fost declarată limbă oficială în raionul Herța, Tiaceu, precum și în mai multe sate din Regiunea Cernăuți și Regiunea Transcarpatică. Această lege a fost abrogată în 2018.
Potrivit Serviciului de Stat de Statistică al Ucrainei, în anul școlar 2023/24, în regiunea Cernăuți au urmat învățământul secundar general 105.874 de elevi, dintre care 93.134 (87,97%) au studiat în clase de limba ucraineană și 12.740 (12,03%) în clase de limba română. Dintre cei 48.486 de elevi din învățământul secundar din instituțiile de învățământ din mediul urban, 47.165 (97,28%) au studiat în limba ucraineană și 1.321 (2,72%) în limba română. Dintre cei 57.388 de elevi din învățământul secundar din instituțiile de învățământ din mediul rural, 45.969 (80,10%) au fost școlarizați în limba ucraineană, iar 11.419 (19,90%) în limba română.

## Statut juridic în alte țări și în organizații
Româna este de asemenea o limbă oficială sau administrativă în diverse comunități și organizații regionale și internaționale (precum Uniunea Latină sau Uniunea Europeană – aceasta din urmă începând cu 2007).

### Valea Timocului
Vlahilor din Valea Timocului, vorbitori de limbă română, nu le sunt conferite drepturi deși numără aproximativ 40.000 de oameni, conform recensământului oficial din 2002, cu mult mai mult față de românii din Voivodina.  Statisticile și politica guvernului sârb comit o segregație între românii din Voivodina și cei din Valea Timocului.  În unele declarații ale guvernului sârb se recunoaște că „membri ai acestei populații, fără îndoială, au caracteristici asemănătoare cu cele românești, iar limba și folclorul conduc spre varianta originii lor românești. Reprezentanții minorității vlahe susțin originea lor română”, însă încă se face o diferență majoră între cele două grupuri etnice. Vlahii locuiesc în patru județe de lângă granița cu România și anume în Branicevo, Morava de Est, Bor și Zaiecear.  Conform recensământului amintit mai sus vlahii constituie o minoritate reprezentativă în plasele Kucevo (28,3%), Boljevac (26,7%), Zagubica (22,4%), Bor (18,2%), Majdanpek (12,2%), Petrovac (10,9%), Golubac (9,9%), Negotin (7,5%), Zaicear (4,8%). România încearcă de un timp încoace să deschidă un consulat la Bor, însă autoritățile sârbe nu au permis acest lucru.

### Ungaria
Datorită calității Ungariei de stat de drept (garantat prin aderarea la Uniunea Europeană) aici românilor le sunt oferite drepturi depline. Foaia românească este singura publicație în limba română. Radio-Televiziunea Maghiară are o redacție în limba română, și transmite 25 de minute în limba română săptămânal pe canalul 1, cu reluare pe canalul 2. În privința educației, există Liceul Nicolae Bălcescu din Giula (Gyula), unde câteva materii se predau în limba română (geografia, științele naturii, istoria) iar celelalte în limba maghiară. Se realizează deseori schimburi de experiență prin care elevii pot vizita România, iar, în plus, statul român oferă după absolvire burse acestor elevi pentru a studia la universitățile din România (în special la Universitatea Babeș-Bolyai din Cluj-Napoca). Există și câteva lăcașe de cult românești.

### Muntele Athos
Muntele Athos este un stat monastic, aflat sub suveranitate grecească, centru al Ortodoxiei mondiale. Pe această peninsulă serviciul religios este oficiat în cinci limbi: greacă, română, sârbă, rusă și bulgară. Serviciul român este efectuat în schiturile Prodromu și Lacu, de către 64 de călugări.

### Vatican
Vaticanul este un stat independent, centru al Bisericii Catolice. Un număr mic de români lucrează la diferite servicii din cadrul Vaticanului și al Curiei Romane printre care și Radio Vatican (care emite și în limba română).

### Statele Unite ale Americii
Comunitatea românilor-americani este cea mai numeroasă comunitate românofonă din afara Europei. Statele Unite ale Americii nu au o limbă oficială la nivel federal, iar la nivelul statelor doar jumătate au ratificate legi care consfințesc o anumită limbă ca fiind oficială. Astfel, vorbitorii de limbă română nu întâmpină nicio restricție în folosirea limbii lor. Unitatea multora dintre comunitățile românești este menținută de bisericile românești. Există numeroase reviste de limbă română publicate în diferite localități cu concentrație mare de români. Diferite universități americane au catedre de limba română.

### Republica Cehă
Vlahii moravi vorbesc un idiom slav, influențat de cehă și de slovacă, care cuprinde cuvinte românești provenite din dacoromână precum bača „baci”, brynza „brânză”, cap „țap”, domikát „mâncare din produse lactate” (cf. „dumicat”), galeta/geleta „găleată” (de lemn folosită la mulsul oilor), pirt’a „cărare” (a oilor) (vezi „pârtie”), kurnota „oaie cu coarne” (vezi „cornută”), košár „coșar”, murgaňa/murgaša „oaie cu lână de culoare închisă” (vezi „murg”), putira/putyra „putină” (cu rotacismul„n” > „r”), strunga/strunka „strungă” sau žinčica „jintiță.

De aceea specialiștii cehi presupun că grupuri de păstori români plecați din România actuală (Transilvania, Banat) sau din actuala Serbie orientală, s-au instalat în Moravia orientală cel târziu în secolele al XV-lea - al XVII-lea..

Protocroniștii susțin că valahii din Moravia sunt descendenți în linie directă ai volcilor, un popor celt care, susțin ei, ar fi fost mai întâi romanizați, iar apoi slavizați în acele locuri.
Valahii moravi păstrează până astăzi cuvinte românești și specialități culinare, muzicale și culturale. Acest dialect slavo-valah a fost transcris, înainte de a dispărea, și, în 1998, un colectiv de specialiști conduși de un membru al Academiei Cehe de Științe a publicat un dicționar valah-ceh, Slovník jazyka valašského, iar o versiune completă și mărită, în 2000. Actualmente (2014) asimilarea este cvasitotală, iar doar aceste lucrări, tradiții muzicale, artizanale și culinare precum și toponimia mărturisesc încă existența în trecut a unei „ Romanii populare ” aici.

## Pe Internet

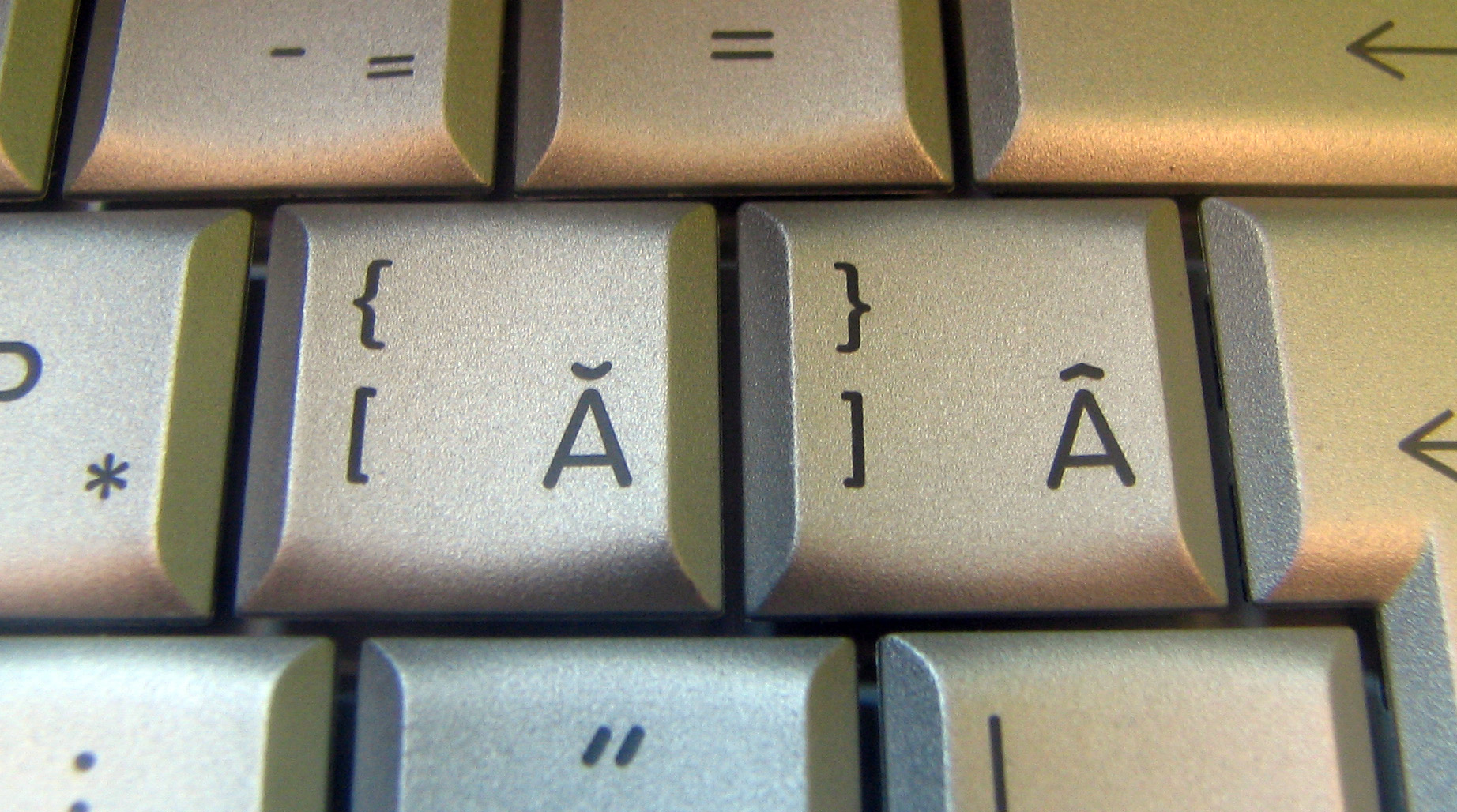
Litere ale alfabetului românesc pe o tastatură de calculator.

În România, utilizarea Internetului este în creștere constantă. În 2010 era utilizat de 35,5 % din populație, iar numărul de site-uri cu numele de domeniu .ro era mai mare de 500.000. Coeficientul care reprezintă locul limbii române pe Internet era de 0,62 în 2007, ceea ce este puțin în comparație cu cel al englezei (4,44), al francezei (2,24) sau al italienei (2,93), dar printre limbile romanice, doar româna a marcat o creștere între 2005 și 2007. Între 2006 și 2016, procentajul de internauți în România a trecut de la 24,7 % la 59,5 %, iar în Moldova, a trecut de la 19,6 % la 71 %.
Surse mai noi arată că, în 2016,  în România existau 18,8 milioane de conexiuni la Internet. În afară de codul de țară al României (top level domain), .ro, este folosit și domeniul european .eu, partajat cu alte state membre ale Uniunii Europene. La sfârșitul anului 2012, erau înregistrate peste 600.000 de domenii sub .ro.